# Hardy Hard
Hardy Hard (eigentlich Kay Lippert; * 10. September 1974 in Dresden) ist ein deutscher Musiker und Techno-DJ. Bis Ende der 1990er Jahre trat er unter dem Namen Hardsequencer auf. Ab dem Jahr 2002 verwendete er auch das Pseudonym Chemical Reaction Food.

## Leben
Lippert wuchs im Freitaler Stadtteil Zauckerode auf, wo er auch zur Schule ging. Dort begann er mit seinem Amiga an ersten Musikstücken zu arbeiten. Seine Lehre als Einzelhandelskaufmann im damaligen provisorischen Allkauf-Zelt brach er zugunsten seiner Musikkarriere ab.

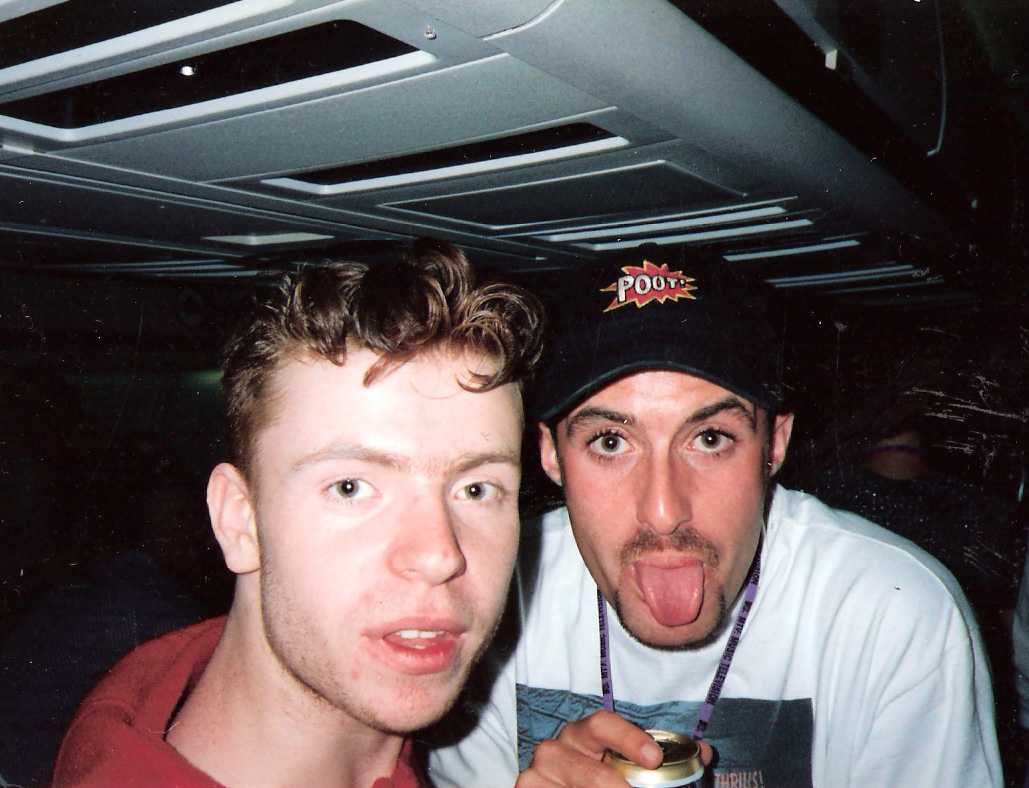
Hardsequencer (links) mit Fan im Flugzeug beim Air Raves (1995)

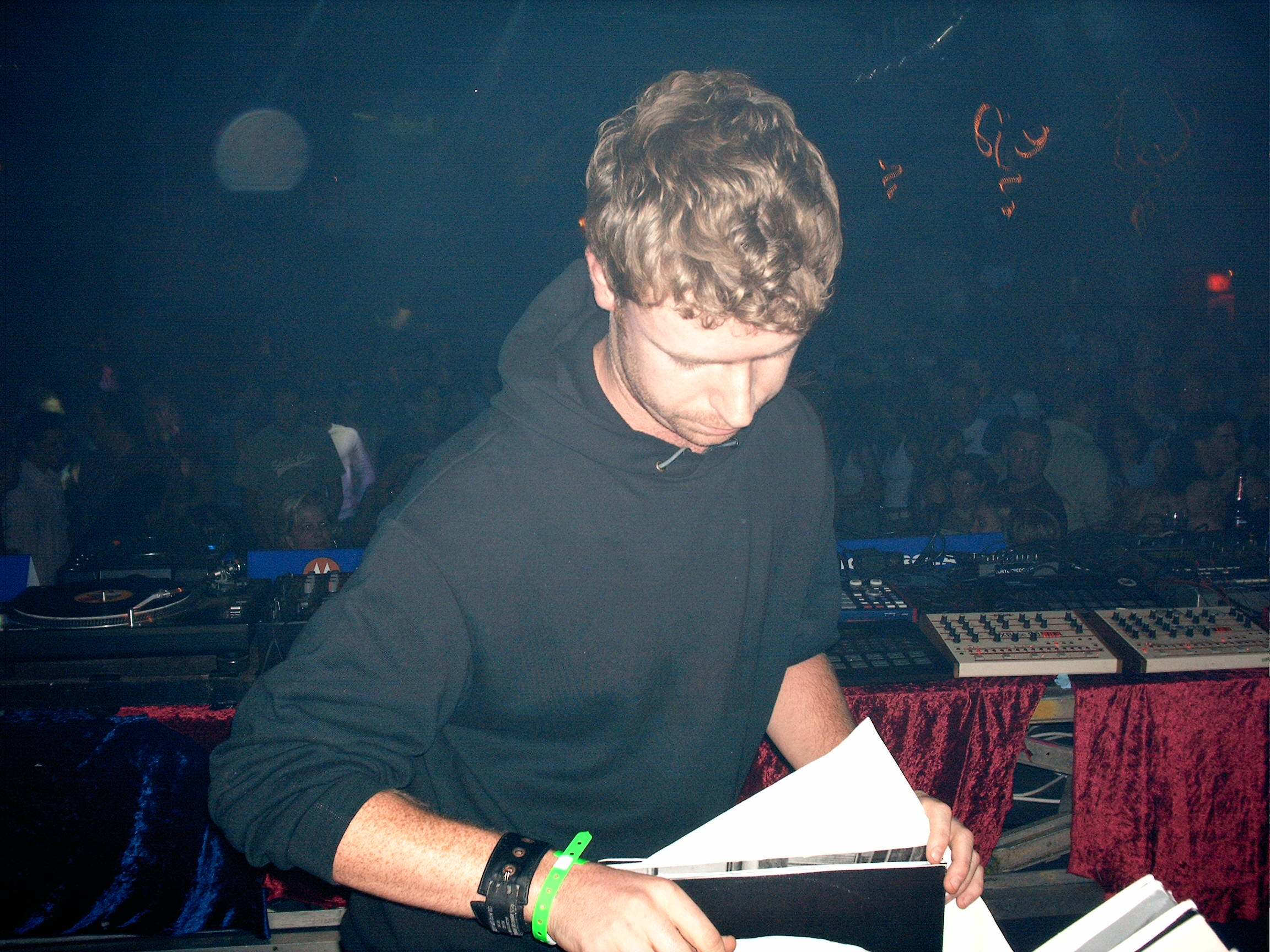
Hardy Hard während eines Auftritts in der KuFa in Saarbrücken (2004)

Zunächst arbeitete er in den 1990er Jahren unter seinem ersten Pseudonym Hardsequencer und trat vorwiegend als Liveact auf. Einem breiteren Publikum wurde er erstmals 1993 durch das Stück Noise is the Message Rmx unter dem Projektnamen Hardsequencer Amiga E.P. auf dem zweiten Teil der populären Thunderdome-Compilation-Serie bekannt. Seine ersten eigenen Veröffentlichungen erschienen überwiegend über das Low-Spirit-Sublabel Fire Recordings. Dort erschien 1994 auch sein erstes Album Brain Crash. 1995 lieferte Lippert einen Remix des Yello-Klassiker I Love You für das Projekt Hands On Yello. Im gleichen Jahr konnte er mit seiner Single The Sound Transformation erstmals die deutschen Singlecharts erreichen. Auf dem Höhepunkt der Kommerzialisierung von Techno Mitte der 1990er Jahre wurde ihm bei einem Einbruch sein komplettes Equipment gestohlen, nachdem seine Wohnung kurz zuvor ausführlich in einem Bericht des Senders VIVA vorgestellt worden war.
Ende der 1990er benannte er sich in Hardy Hard um. Er war neben WestBam einer der populärsten DJs des Plattenlabels Electric Kingdom. Lippert legte u. a. regelmäßig bei Mayday und Loveparade sowie bei den Electric-Kingdom-Tourneen auf. Seinen größten Erfolg feierte er 1999 mit der Single Silver Surfer, einer Coverversion des Amiga-Mods Beams of Light von Tor Bernhard Gausen, die dieser unter seinem Pseudonym „Walkman“ bereits im Jahr 1989 veröffentlicht hatte.
Neben seinen Produktionen bei Low Spirit veröffentlichte Lippert ab dem Jahr 1998 auch für das Label Electric Kingdom unter dem Pseudonym Chemical Reaction Food. Unter diesem Namen erschien dort 2002 sein zweites Album Fat Burner.
Im Jahr 2000 begann er eine Zusammenarbeit mit Afrika Bambaataa. Die beiden legten auf der Electric-Kingdom-Party nach der Love Parade gemeinsam auf. Ab 2001 folgen gemeinsame Releases unter dem Namen Sirius B.

## Diskografie (Auswahl)
Alben
- 1994: Hardsequencer – Brain Crash (Fire Recordings)
- 2002: Chemical Reaction Food – Fat Burner (Electric Kingdom)

Singles & EPs
- 1993: Hardsequencer – Hardsequencer EP (Fire Recordings)
- 1993: Hardsequencer – Amiga EP (Fire Recordings)
- 1993: Hardsequencer – Move Fast (Fire Recordings)
- 1994: Hardsequencer – Evolution EP (Fire Recordings)
- 1994: Hardsequencer – Evolution EP (The Dancing Nations Remix) (Fire Recordings)
- 1994: Hardsequencer – Power of Sound (Fire Recordings)
- 1995: Hardsequencer – The Sound Transformation (Fire Recordings)
- 1996: Hardsequencer – Pumpcore EP (Fire Recordings)
- 1997: Hardsequencer – The Healer (Loud & Slow)
- 1997: Hardy Hard – Metal Hammer (Loud & Slow)
- 1998: Chemical Reaction Food – I (Electric Kingdom)
- 1998: Spank & Hard – Night Dubbing (Rouge Pulp)
- 1998: Hardy Hard – Here Comes that Sound (Low Spirit)
- 1998: Hardy Hard – Bass Volcanic / Damn Soundsystem (Loud & Slow)
- 1998: Hardy Hard – Grandmaster Fresh (Low Spirit)
- 1998: Hardy Hard – Steady (Loud & Slow)
- 1999: Hardy Hard – Silver Surfer (Low Spirit)
- 1998: Hardy Hard – Funky Music (Loud & Slow)
- 1999: Chemical Reaction Food – Are You Mad (Loud & Slow)
- 1999: Chemical Reaction Food – II (Electric Kingdom)
- 2000: Chemical Reaction Food – III (Electric Kingdom)
- 2000: Chemical Reaction Food – IV (Electric Kingdom)
- 2000: Hardy Hard – Everybody Shake Your Body (Low Spirit)
- 2001: Hardy Hard – Dick Extension (Electric Kingdom)
- 2002: Chemical Reaction Food – V (Electric Kingdom)
- 2002: Chemical Reaction Food – VI (Electric Kingdom)
- 2003: Chemical Reaction Food – VII (Electric Kingdom)
- 2003: Hardy Hard – Silver Surfer 2003 (Low Spirit)
- 2004: Sirius B (feat. HardyHard and Afrika Bambaataa) – TelLieVision (Electric Kingdom)
- 2004: Hardy Hard – Just Play (The Music) / Police On Dope (Low Spirit)
- 2005: Hardy Hard & Nils Ohrmann – Es geht los (Low Spirit)
- 2005: Hardy Hard – Come Out and Play (Low Spirit)
- 2006: Hardy Hard – Get With It (Electric Kingdom)
- 2006: Hardy Hard & Lady Waks – Listen (West Records)
- 2007: Hardy Hard & Lady Waks feat. Mr X – Minima (Menu Music)
- 2007: Hardy Hard & Lady Waks feat. Afrika Bambaataa – Shake It (Menu Music)